# 無綫電視電影列表
無綫電視電影列表收錄香港電視廣播有限公司所製播且在維基百科內已建有條目的電視電影及微電影。未建有條目的會加註來源佐證。

## 電視電影

### 1980年代
| 首播日期       | 電視電影名稱                         |
| 1988年12月10日 | 勇闖毒龍潭 One Way Ticket To Bangkok |
| 1989年3月12日  | 奪命情人 The Deadly Lover            |

### 1990年代
| 首播日期       | 電視電影名稱                                       |
| 1990年12月16日 | 霓虹姊妹花續集 The Mamasan II - Club Girls' Blues  |
| 1992年6月14日  | 八月鬱金香 Tulips in August                        |
| 1992年10月18日 | 羣星會 The Thief of Time                           |
| 1994年8月27日  | 死角 Dead End Burden of Proof                      |
| 1994年11月16日 | 致命一擊 Two May Keep the Secret, If One Were Dead |
| 1995年10月27日 | 殺之戀 Out on a Limb                               |
| 1996年11月24日 | 黑鳥 The Black Bird The Shanghai Mafia             |
| 1997年8月23日  | 夜之女 Moonlight Sonata                            |

### 2000年代
| 首播日期       | 電視電影名稱                    |
| 2003年11月30日 | 熱血狙擊 The Final Shot         |
| 2003年12月28日 | 天降橫財心驚驚 The Bird of Prey |
| 2004年2月1日   | 鐵翼驚情 Unbearable Heights     |
| 2004年3月7日   | 懸案追兇 Dark Shadow            |
| 2004年3月21日  | 歷劫驚濤 Left Alone             |

### 2020年代
| 首播日期       | 電視電影名稱                         |
| 2024年11月30日 | 尋夢琴澳 Dream in Heng Qin and Macau |

## 微電影

### 2010年代
| 首播日期                    | 集數 | 微電影名稱                              |
| 2014年1月26日至02月16日     | 4    | 愛情來的時候 A Time of Love             |
| 2016年11月5日2017年11月30日 | 2    | 愛情來的時候2 A Time of Love II         |
| 2018年8月5日                | 1    | 愛情沒有來的時候 No Love Left in Tainan |
| 2019年5月12日               | 4    | 機動衝鋒部隊之警察故事2019              |

### 2020年代
| 首播日期                 | 集數 | 微電影名稱         |
| 2021年10月10日至11月14日 | 5    | 青年心城之撐起青春 |